# Episodi di Il gioco della piramide
La prima stagione della serie televisiva Il gioco della piramide (피라미드 게임?, Piramideu ge-imLR), composta da 10 episodi, è stata pubblicata in prima visione assoluta in Corea del Sud sulla piattaforma di video on demand Tving dal 29 febbraio al 21 marzo 2024.
In Italia la stagione è stata interamente pubblicata sul servizio di streaming on demand Paramount+ il 30 maggio 2024.
| nº | Titolo originale | Titolo italiano | Pubblicazione Corea | Pubblicazione Italia |
| -- | ---------------- | --------------- | ------------------- | -------------------- |
| 1  | 1화              | Episodio 1      | 9 febbraio 2024     | 30 maggio 2024       |
| 2  | 2화              | Episodio 2      | 9 febbraio 2024     | 30 maggio 2024       |
| 3  | 3화              | Episodio 3      | 9 febbraio 2024     | 30 maggio 2024       |
| 4  | 4화              | Episodio 4      | 9 febbraio 2024     | 30 maggio 2024       |
| 5  | 5화              | Episodio 5      | 7 marzo 2024        | 30 maggio 2024       |
| 6  | 6화              | Episodio 6      | 7 marzo 2024        | 30 maggio 2024       |
| 7  | 7화              | Episodio 7      | 14 marzo 2024       | 30 maggio 2024       |
| 8  | 8화              | Episodio 8      | 14 marzo 2024       | 30 maggio 2024       |
| 9  | 9화              | Episodio 9      | 21 marzo 2024       | 30 maggio 2024       |
| 10 | 10화             | Episodio 10     | 21 marzo 2024       | 30 maggio 2024       |

## Episodio 1
- Titolo originale: 1화

### Trama
- Durata: 52 minuti

## Episodio 2
- Titolo originale: 2화

### Trama
- Durata: 56 minuti

## Episodio 3
- Titolo originale: 3화

### Trama
- Durata: 59 minuti

## Episodio 4
- Titolo originale: 4화

### Trama
- Durata: 49 minuti

## Episodio 5
- Titolo originale: 5화

### Trama
- Durata: 61 minuti

## Episodio 6
- Titolo originale: 6화

### Trama
- Durata: 64 minuti

## Episodio 7
- Titolo originale: 7화

### Trama
- Durata: 55 minuti

## Episodio 8
- Titolo originale: 8화

### Trama
- Durata: 57 minuti

## Episodio 9
- Titolo originale: 9화

### Trama
- Durata: 54 minuti

## Episodio 10
- Titolo originale: 10화

### Trama
- Durata: 62 minuti